# Setenario

Le Setenario est une œuvre d'Alphonse X qui se propose de recueillir avec un caractère encyclopédique un ensemble d'informations sur l'astronomie, la littérature, des questions juridiques, etc.

## Analyse du livre
Relevant du genre littéraire des miroirs des princes (speculum principis), le Setenario, probablement conçu par Ferdinand III le Saint, commence comme un livre de droit canonique, dont la structure s'appuie sur le chiffre magique sept. Il contient de plus des informations de caractère encyclopédique sur les sacrements destinée à un usage sacerdotal et de nombreuses réflexions autour du culte de la nature d'un point de vue païen. En raison de ce caractère mixte la critique a hésité au moment de décider du genre littéraire auquel ce livre appartient
C'est une des œuvres les plus déconcertantes d'Alphonse X: 
Tout contribue à l'étrangeté. L'absence des premiers folios, une importante lacune à la fin de la Ley XI et l'aspect inachevé, font qu'il est difficile d'en comprendre le plan.
Telle qu'elle nous est parvenue, l'œuvre se compose de deux parties clairement différentes:
1. Leyes I-XI, que l'on désigne sous le nom d'« Éloge de Ferdinand III ».
2. Leyes XII-CVIII, qui peuvent être considérées comme le Setenario initial[3], c'est-à-dire, celui qui avait été projeté par Ferdinand III et qu'a achevé Alphonse X, et qui est formé de sept parties, d'où la phrase:

«  Setenario pusiemos nonbre a este libro porque todas las cosas que en él sson van ordenadas por cuento de siete. Et esto ffué porque es más noble que todos los otros  »
« Nous avons donné le nom de Setenario à ce livre parce que toutes les choses qu'on y trouve, sont ordonnées par sept. Et cela a été fait parce que c'est le plus noble par rapport à tous les autres. »

## Source
- (es) Cet article est partiellement ou en totalité issu de l’article de Wikipédia en espagnol intitulé « Setenario » (voir la liste des auteurs).